# Joaquín Capelo
Joaquín Francisco Lucio Capelo Ruiz, (Lima, 17 de junio de 1852-París, 16 de noviembre de 1928) fue un ingeniero civil, funcionario público, político y sociólogo peruano. Mostró especial interés en el desarrollo integral de la región amazónica, que hasta entonces permanecía aislada del resto del país. También se interesó en los problemas sociales, siendo uno de los fundadores de la Asociación Pro-indígena, que asumió la defensa del indígena de Perú. Fue también catedrático de la Universidad de San Marcos; diputado por Parinacochas (1884-1885); senador por Junín (1901-1919); ministro de Fomento y Obras Públicas (1914). Su pensamiento se inscribe en la sociología positivista y es autor de varias obras sociológicas y educativas.

## Biografía
Cursó su educación secundaria en el Colegio Nacional Nuestra Señora de Guadalupe (1863-1867). Luego ingresó a la Facultad de Ciencias de la Universidad Mayor de San Marcos. Se graduó de bachiller, licenciado (1870) y doctor (1872) en Ciencias.  Su tesis para obtener su licenciatura versó sobre «El origen y formación de los cuerpos que pueblan la bóveda celeste»; y su tesis doctoral, sobre «Las relaciones de los vegetales».
En 1871 pasó a ejercer la docencia en su alma mater como catedrático adjunto de Álgebra Superior. En 1873 fue promovido a catedrático titular. En 1876, gracias a estudios que hizo de manera particular, obtuvo su título de Ingeniero Civil. Durante la guerra del Guano y Salitre (1879-1883), colaboró activamente en los preparativos de la defensa de Lima. Finalizado dicho conflicto, fue nombrado jefe de la sección de Obras Públicas del Ministerio de Gobierno (1883), entidad que se encargó de los trabajos materiales de la llamada Reconstrucción Nacional.
En 1884 formó parte de la Asamblea Constituyente como diputado por la provincia de Parinacochas convocada por el presidente Miguel Iglesias luego de la firma del Tratado de Ancón que puso fin a la Guerra del Pacífico. Esta asamblea no solo ratificó dicho tratado sino también ratificó como presidente provisional a Miguel Iglesias, lo que condujo a la Guerra civil peruana de 1884-1885.
Como director técnico y administrativo dirigió la construcción de las carreteras de Chanchamayo hacia un punto navegable del río Pichis, cuyo propósito era abrir vías  de comunicación que conectaran el resto del país con la vasta región amazónica (1889-1895). Dicha obra fue controvertida por los grandes gastos, los malos trazos y la competencia entre Tarma y  Huánuco por cruzar en su territorio la vía más rápida y accesible hacia Iquitos.
Al crearse el Ministerio de Fomento y Obras Públicas en 1896, fue nombrado Director de Fomento, encargándose de la organización inicial de dicho portafolio, así como a promover de manera especial las obras camineras. Pasó a ser "comisionado especial" en el departamento de Loreto entre 20 de noviembre de 1899 y el 30 de abril de 1900  y en tal calidad viajó por la vía del Pichis, inaugurando así la comunicación terrestre con el Oriente peruano. Asimismo, también ocupó el cargo de prefecto de Loreto, tiempo durante el cual coordinó la pacificación del departamento tras el levantamiento del ex prefecto Emilio Vizcarra, licitó la construcción de un muelle flotante y levantó una razón de precios de la plaza de Iquitos. Por cuestiones de salud renunció a ambas funciones y regresó a Lima (1901). 
Miembro del Partido Demócrata o pierolista, fue elegido senador por Departamento de Junín en 1901, mereciendo sucesivas reelecciones, hasta finalizar su función en 1919.  En el ejercicio de su dilatada carrera parlamentaria, mostró obsesión por otorgar a la Amazonía peruana no solo un sistema defensivo sino preservar sus recursos, porque entreveía que allí estaba el futuro económico del país. En ese sentido, desde su cargo de senador, impulso proyectos de ley referentes a los límites fronterizos del departamento de Loreto, la creación del departamento de San Martín y una Corte Superior en Iquitos. Asimismo, logró que se consignara, en el presupuesto de 1902, una partida para la adquisición de dos vapores y dos lanchas destinadas al servicio de los ríos orientales y procuró sentar las bases de la defensa militar en la región de la Amazonía sobre la base de un apostadero militar que se establecería en Puerto Bermúdez.
También mostró preocupación por los más agudos problemas sociales. Así, abogó por la supresión del "enganche", controvertido sistema que las compañías mineras usaban para contratar a trabajadores indígenas; exigió la indemnización a los propietarios agrícolas de la zona de Cerro de Pasco, grandemente afectados por los trabajos de la trasnacional minera Cerro de Pasco Mining Company; y logró la aprobación de una ley sobre indemnización por accidentes del trabajo.
Junto con Pedro Zulen fundó la Asociación Pro Indígena, de la que fue presidente, realizando valerosas y obstinadas campañas en defensa del indígena.
Al instalarse el gobierno provisorio del coronel Óscar R. Benavides, pasó a integrar el gabinete ministerial como ministro de Fomento y Obras Públicas (de 16 de mayo a 21 de agosto de 1914). Tras el golpe de Estado del 4 de julio de 1919, que encumbró en el poder a Augusto B. Leguía, decidió alejarse de la política y viajó a Europa, donde pasó los últimos años de su existencia.
Joaquín Capelo murió el 16 de noviembre de 1928. En su honor fueron nombrados varios lugares e instituciones como el distrito de Capelo en la provincia de Requena en el departamento de Loreto. La Institución Educativa Emblemática Joaquín Capelo, la urbanización Joaquín Capelo, el Puente Capelo y la Oreja de Capelo en Chanchamayo. Así también, en Lima hay 2 calles en Miraflores y San Martín de Porres

## Publicaciones[1]
- Curso de Álgebra Superior (1875)
- Materia y espíritu (1894)
- Sociología de Lima (4 volúmenes, 1895-1902)
- Tratado de Álgebra elemental (1896)
- La vía central del Perú (2 vols., 1895-1896), obra en la que expuso importantes proyectos de vías de penetración hacia la selva central peruana, que años después serían retomados por el segundo gobierno de Fernando Belaunde Terry (1980-1985) para la construcción de la ruta Pichis-Palcazu y la Ciudad Constitución.[20]
- El departamento de Loreto (1900), interesante estudio geográfico y social del oriente peruano.
- El problema nacional de la educación pública (1902)
- Los menguados (Madrid, 1912), novela que contiene un mensaje de denuncia social.
- Del conocimiento (Madrid, 1923).